# Naiguatá (La Guaira)
Naiguatá es una parroquia del municipio Vargas en el estado La Guaira, al centro norte de Venezuela, cuya cabecera es el pueblo del mismo nombre, el conjunto posee aproximadamente 20.099 habitantes (2023).

## Historia
De este pintoresco pueblo no se tiene una fecha cierta de su fundación, sin embargo, Luis González señala que esta data del 4 de octubre de 1710, bajo el nombre de San Francisco de Asís de Naiguatá, aunque antes tuvo otros nombres, como Naguater, luego fue llamada Naigua y finalmente Naiguatá, nombre con el que hoy se le conoce. 
Para 1772 Naiguatá era considerado como un pueblo de indígenas, habitado para ese entonces por 261 aborígenes dentro del poblado con antigua doctrina cristiana franciscana y fuera de él vivían 474 españoles. También habían 240 esclavos y 84 bozales (esclavos negros) para una población total de 1.059 habitantes. Francisco Javier Longa y José María España serían dos de los más importantes dueños del territorio. La actividad económica desde la época colonial se centraba en la Hacienda Longa España,  la misma perteneció al Marqués Juan del Coro y posteriormente al general Colmenares Pacheco. Sus cultivos principales eran el café y la caña de azúcar. 
En los últimos tiempos de Juan Vicente Gómez el pueblo empezó a desarrollarse, gracias a los turistas que se aventuraban a viajar al este del balneario Macuto para disfrutar de las vecinas playas. Ya en los años cincuenta Naiguata se convirtió en una pequeña ciudad, que vivía de los nuevos clubes (principalmente Puerto Azul y Playa Azul) construidos en su cercanía. Con el desarrollo de la ciudad vacacional Los Caracas, el Club Camurí Grande y la urbanización Longa España la parroquia adquiere un nuevo impulso económico que se traduce en mayores fuentes de empleo.     
Toda la zona fue muy afectada por deslaves e inundaciones de lodo y piedras que destruyeron muchas infraestructuras y causaron numerosoas pérdidas de vidas humanas en 1999.

## Geografía
La parroquia Naiguatá es la segunda en tamaño en el municipio Vargas, con 241 kilómetros cuadrados (solo superada por la parroquia Carayaca con 475 km²) abarca un estrecho litoral con pueblos costeros de pequeño tamaño, como el de la propia Naiguatá o menores, como Carmen de Uria (hoy desaparecida), El Tigrillo, Care, Anare y Camurí Grande. En este último, cercano al pueblo de Naiguatá, está ubicada la sede del Núcleo Litoral de la Universidad Simón Bolívar.
En su territorio se encuentran tres de los clubes sociales de mayor prestigio en Venezuela: el Club Puerto Azul, el Club Playa Azul y el Club Camurí Grande. Además de poseer un conjunto residencial privado (Longa-España) y un conjunto recreativo público (Ciudad Vacacional Los Caracas).

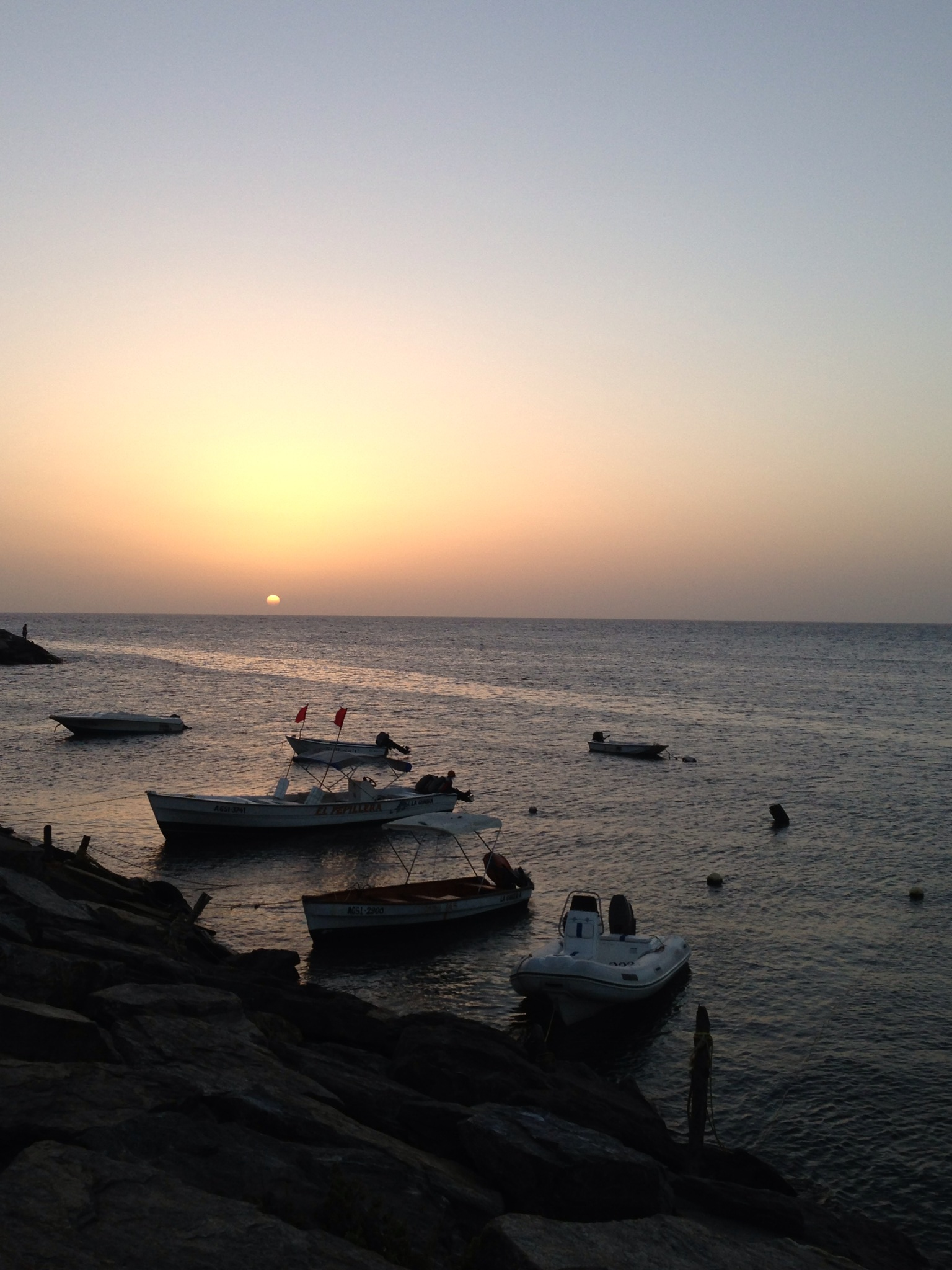
Atardecer en Naiguatá.

El pueblo colonial de Naiguatá se asienta en el Litoral Central, en una estrecha franja de la región centro-norte costera de Venezuela, a orillas del Mar Caribe. 
En el censo de 2011, la parroquia de Naiguatá tenía 14.653 habitantes, número que aumento hasta los 20.099 según estimaciones de 2023.

### Sectores de la Parroquia
Así como Naiguatá es una de las 11 parroquias que conforman el estado Vargas, ésta a su vez, está conformada por 9 sectores: 
- Los Caballos,
- Carmen de Úria,
- Valle Verde (El Tigrillo),
- Naiguatá (El Pueblo),
- Camurí Grande,
- Punta Care,
- Anare,
- Los Caracas
- Quebrada Seca.

## Turismo

### Playas
Una de sus playas más famosas la constituye Playa Los Ángeles, muy visitada por los caraqueños durante los fines de semana. Es la más concurrida de todo el estado La Guaira.

Otras playas no menos famosas son 
- Camurí Grande,
- Playa Pantaleta,
- Playa Pelúa,
- Balneario de Naiguatá,
- Punta de Care,
- Bahía de Anare
- Los Caracas.

### Otros sitios de Interés

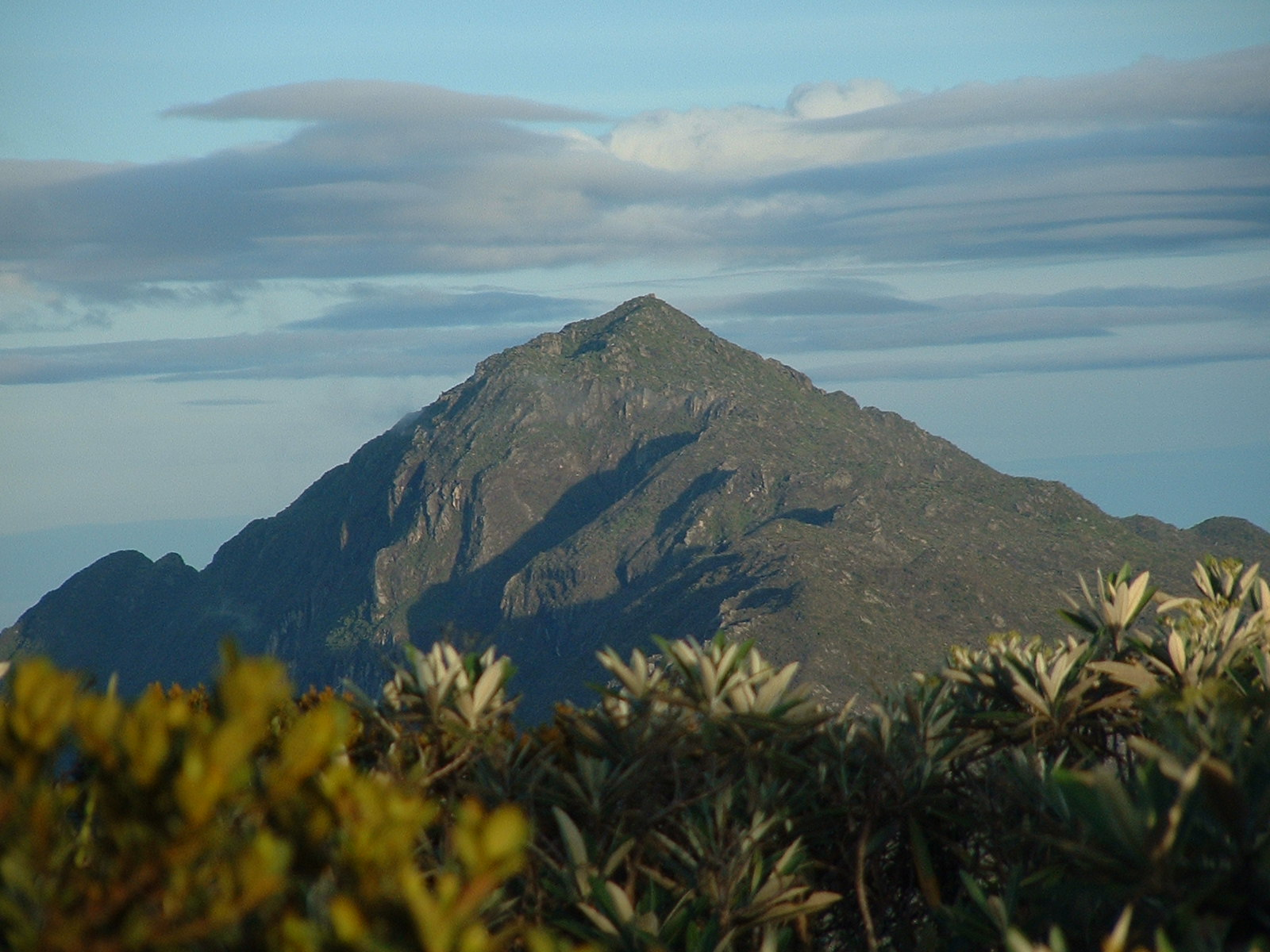
Pico Naiguatá

El Pico Naiguatá es el más elevado de la Cordillera de la Costa. Se encuentra ubicado en el sector centro-occidental del Parque nacional El Ávila. Tiene una altitud de 2.765 m s. n. m. y un aislamiento topográfico de 2455 m s. n. m., es el punto más elevado del estado Vargas y el segundo más elevado del Caribe luego del Pico Duarte en la República Dominicana sin tener en cuenta los picos Colón y Bolívar (5.775 m s. n. m.) en la Sierra Nevada de Santa Marta en Colombia. Ocasionalmente -durante el llamado "Pacheco", que coincide con los días más fríos del año- ha sido registrada nieve en la cima del pico, pero solo en las primeras horas del amanecer ya que se derrite rápidamente.
Como un complemento adicional ahora Naiguatá cuenta con una ruta de ciclovia muy bien conformada.

## Cultura
A pesar de su reducido tamaño, posee una rica tradición cultural y folklórica. Se ha ganado la reputación de ser el pueblo con más fiestas en la región. Su larga lista de celebraciones comienza en el mes de enero con la llegada del Año Nuevo. La mayoría de la población se reúne en una de las plazas para bailar al ritmo de varias agrupaciones populares muy apreciadas por turistas y lugareños. Más tarde, el 6 de enero, se celebra la venida de Los Reyes Magos. Luego en febrero le dan la bienvenida al Carnaval, donde el Miércoles de Ceniza se realiza el simbólico “Entierro de la Sardina”, fiesta popular en la que se combinan el baile, los disfraces, la música, las representaciones teatrales y la poesía. En marzo se honra a San José. En abril se disfruta de sus playas por los feriados de La Semana Mayor. 
En mayo se le canta a la "Cruz de Mayo". En junio conmemoran el Corpus Christi con los diablos danzantes de Naiguatá, las fiestas a San Antonio y la más popular del pueblo, "Los Tambores a San Juan Bautista" y "Los Tambores a San Pedro y San Pablo ", caracterizada por el repique de tambores y bailes típicos, en los que participan propios y extraños.

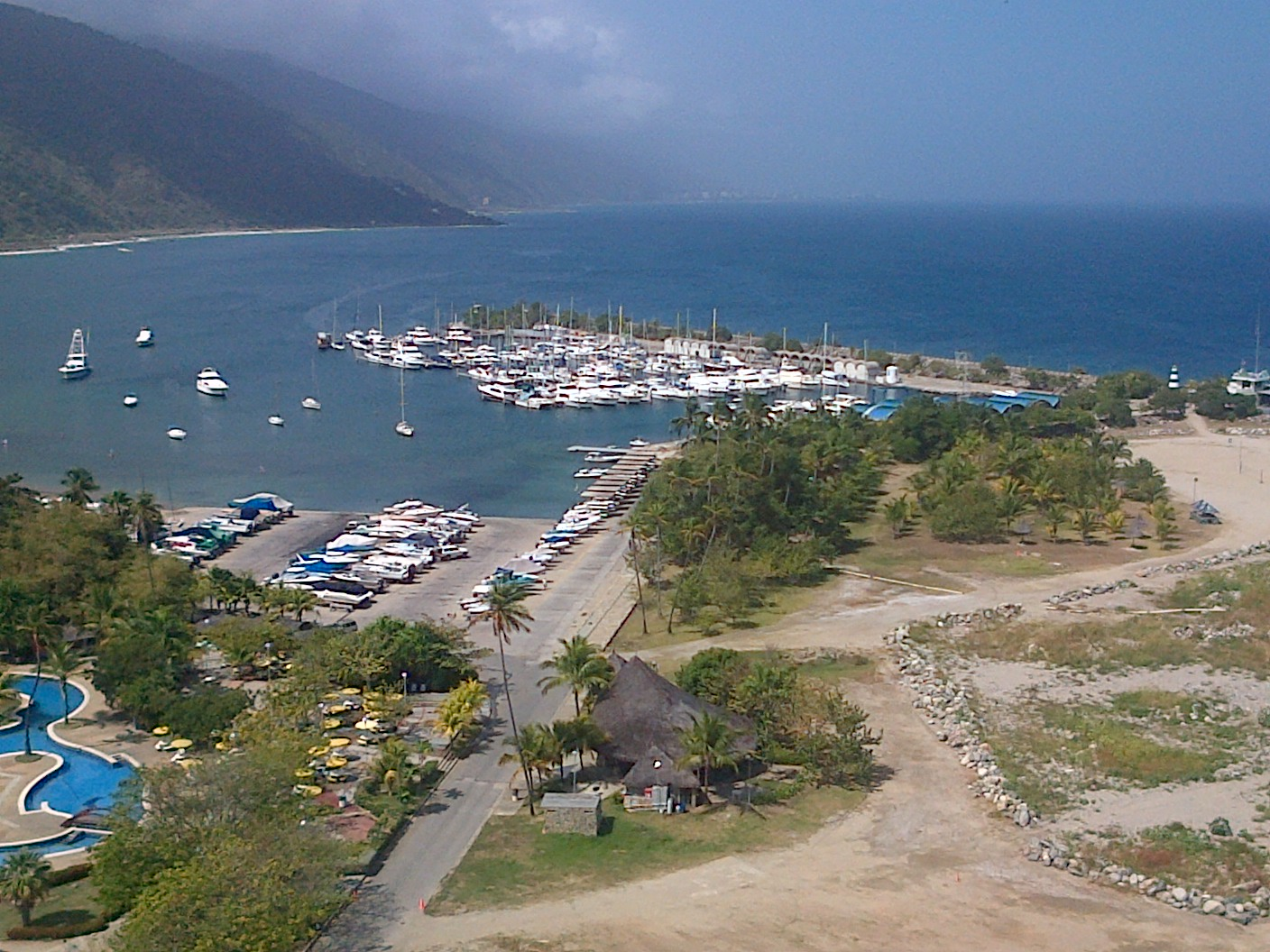
Playa en Naiguatá

Luego en julio y agosto llegan las vacaciones de verano, y es un disfrute de fiestas en diferentes partes del pueblo, para continuar en septiembre con la venerada Virgen de Coromoto. En octubre las fiestas a San Francisco, y en noviembre celebran, "El día de los santos y los muertos" .
Así llega diciembre con las tradicionales fiestas de Navidad, que en este pueblo se multiplican, porque comienzan desde el 15 y se alargan hasta la despedida del año viejo, para así comenzar nuevamente con el año nuevo. El pueblo celebra alrededor de otras 10 fiestas de menor renombre.
Uno de sus grupos musicales más famosos en toda Venezuela lo constituye "Las Sardinas de Naiguatá".

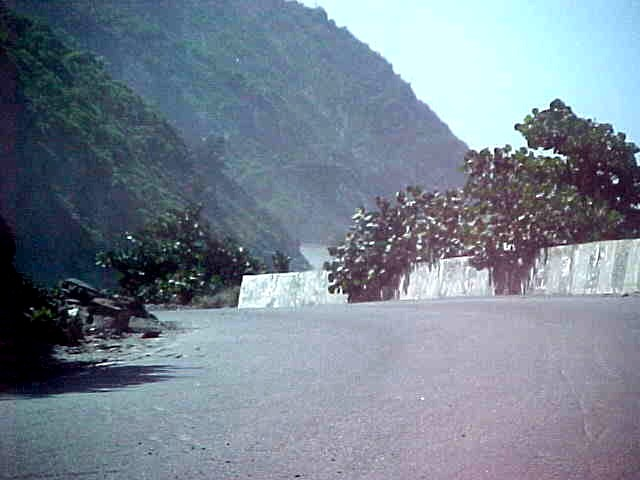
Vía a Naiguatá

### Festividades
- 1 de enero - Sacate el raton por inicio de año
- 6 de enero - Fiesta a los Reyes Magos
- Febrero - marzo - Los carnavales y el Entierro de la Sardina el Miércoles de Ceniza
- 19 de marzo - San José
- Marzo - abril - Semana Santa
- 13 de mayo - Se ha incorporado la veneración de la virgen de Fátima por la colonia portuguesa que ya son parte del pueblo.
- Junio 13 - San Antonio de Padua
- Junio 24 - San Juan Bautista
- Junio 29 - San Pedro y San Pablo
- Junio - Corpus Christi (fecha variable) Diablos de Naiguatá
- Julio - Vacaciones escolares y fiestas en las plazas y playas
- Agosto - Vacaciones escolares y fiestas en las plazas y playas
- Septiembre 09 - Virgen de Coromoto aparición en Naiguatá
- Octubre 4 - San Francisco de Asís
- Noviembre 1- Día de Todos los Santos
- Noviembre 2 - Día de los Fieles Difuntos
- Diciembre 12- festividades en honor a la virgen de Guadalupe
- Diciembre - Comenzando desde el 16 al 24 misas de aguinaldo con parrandas diariamente.
- Dic. 25 - Navidad
- Dic. 28 - Día de los Santos Inocentes
- Dic. 31 - Despedida de año